# Новотроїцьк (Кармаскалинський район)
Новотро́їцьк (рос. Новотроицк, башк. Яңы Троицк) — присілок у складі Кармаскалинського району Башкортостану, Росія. Входить до складу Кармаскалинської сільської ради.
Населення — 16 осіб (2010; 3 в 2002).
Національний склад:
- росіяни — 100 %